# Kædebroen
Kædebroen (på ungarsk: Széchenyi lánchíd) er en velkendt hængebro over floden Donau. Broen forbinder Ungarns hovedstad Budapests to bydele Buda og Pest på hhv. vestre og østre side af floden (højre og venstre bred).
Kædebroen, som var den første permanente bro over Donau, åbnedes i 1849. På Budasiden ligger enden af broen ved Adam Clark-pladsen, hvor kabelbanen Budavári Sikló fører op til Kongeslottet.
Broen blev tegnet og konstrueret i 1839 af den engelske ingeniør William Tierney Clark.

## Billedgalleri
- En af de store stenløver, der vogter broen
- Kædebroen med kongeslottet i baggrunden
- Kædebroen set fra Budavári Sikló
- Broens vestlige ende ligger ved Adam Clark-pladsen

## Links
- Site, der omtaler broen Arkiveret 24. januar 2013 hos  Wayback Machine (på engelsk)

47°29′56″N 19°02′37″Ø / 47.49889°N 19.04361°Ø